# RN15 (Dschibuti)
Die RN15 ist eine Fernstraße in Dschibuti, die in Obock an der Ausfahrt der RN14 beginnt und in Moulhoule, an der Grenze zu Eritrea, endet. Sie ist 121 Kilometer lang.